# Club Social Larrañaga
El Club Social Larrañaga es un club social y deportivo del barrio La Blanqueada que compite actualmente en Torneo Metropolitano (Uruguay), fundado el 1 de junio de 1939. 

## Historia
Es un club sin mucha participación en primera división. Disputó el Torneo Federal en 1998, 2002 y 2003. Históricamente, el club se ha retirado y no ha disputado el torneo que le correspondía más de una vez..
En 2016, hace una buena campaña en la LUA 2016 con figuras como Anthony Dandridge, Juan Andrés Galleto, con récord 21-18 asciende como campeón para disputar al año siguiente la Liga Uruguaya de Basquetbol.
Para la Liga Uruguaya de Basquetbol 2017-18, la dirigencia en conjunto con sus socios por un motivo económico y de infraestructura decide no participar, dejando el campeonato con 13 equipos
Para el Metro 2018, se mantiene la base del plantel que logró el ascenso en 2016, con interés de volver a lograr el ascenso. Varios de estos jugadores, tuvieron una gran temporada en liga con el equipo de Nacional, por lo que el milrayita parte como candidato a ser protagonista del torneo.
En 2021 el club regresa a su actividad en primera división disputando la Divisional Tercera de Ascenso, donde consolidó una gran temporada y logro quedarse con el titulo de la categoría. 

## Colores
Se caracteriza por el blanco y el rojo. Su uniforme en el baloncesto se caracteriza por ser una camiseta blanca y rayas finitas de color rojo.

## Estadio cubierto
Dentro de su sede, tiene su estadio cubierto donde su equipo de baloncesto oficia de local. Es un estadio pequeño, con solamente una tribuna, pero con una estructura que tiene espacio para ser ampliada. Actualmente ya posee piso flotante luego de los grandes esfuerzos realizados por el club y allegados por conseguirlo.

## Jugadores
Plantel DTA 2021
Maximiliano Nobile, Camilo Colman, Nicolas Lewis, Mateo Cancela, Enzo Delgado, Rodrigo Pintos, Agustín Cabillón, Joaquín Sosa, Juan José Abdala, Nicolás Piñiero, Mauro Navarrine, Ysmael Da silva, Ignacio Lechini, Nahuel Barreto, Santiago Guerra DT Sergio Delgado 

## Palmarés

### Torneos nacionales
Divisional Tercera de Ascenso 2021
Liga Uruguaya de Ascenso 2016.
Torneo Federal de Segunda de Ascenso 2001.